# Wayne Shorter

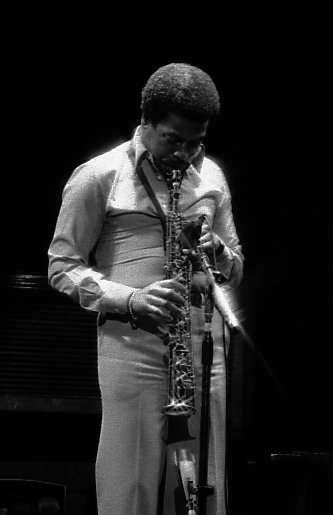
Toronto, 1977

Wayne Shorter (Newark (New Jersey), 25 augustus 1933 – Los Angeles, 2 maart 2023) was een Amerikaans jazz-saxofonist en -componist.

## Muzikale loopbaan
Shorter speelde bij Horace Silver en Maynard Ferguson voordat hij in 1959 tot Art Blakey's Jazz Messengers toetrad. Van 1964 tot 1969 maakte hij – naast Herbie Hancock, Ron Carter en Tony Williams – deel uit van het Second Great Quintet van Miles Davis. Met toetsenist Joe Zawinul, die hij bij Davis had leren kennen, en de Tsjechische bassist Miroslav Vitouš richtte hij in 1970 de legendarische jazzrockgroep Weather Report op. Tot 1968 had Shorter uitsluitend tenorsaxofoon gespeeld, maar in die jaren schakelde hij over op sopraansaxofoon en lyricon.
Na het uiteenvallen van Weather Report in 1985 begon Shorter een solocarrière. Hij begeleidde Carlos Santana en de Rolling Stones tijdens tournees en speelde mee op albums van Joni Mitchell en Aja van Steely Dan. Vanaf 2000 leidde hij een hogelijk gewaardeerd kwartet met pianist Danilo Perez, bassist John Patitucci en drummer Brian Blade, met wie hij onder meer de albums Footprints Live en Beyond the Sound Barrier opnam.
Shorter was niet alleen bekend om zijn virtuositeit op de saxofoon, maar ook om zijn composities en improvisaties. Op 21 juni 2007 werd Shorter in Amsterdam de Concertgebouw Jazz Award 2007 uitgereikt. In 2017 werd de Polar Music Prize aan hem toegekend. Hij kreeg in totaal twaalf Grammy Awards.
Shorter werd 89 jaar oud.

## Discografie (selectie)
- Art Blakey & The Jazz Messengers: Like Someone in Love (1960)
- Art Blakey & The Jazz Messengers: A Night in Tunisia (1960)
- Wayne Shorter: Night Dreamer (1964)
- Wayne Shorter Quartet: Juju (1964)
- Miles Davis: Miles in Berlin (1964)
- Miles Davis Quintet: ESP (1965)
- Wayne Shorter: Speak No Evil (1966)
- Miles Davis Quintet: Nefertiti (1967)
- Wayne Shorter: Adam's Apple (1967)
- Miles Davis: Bitches Brew (1969)
- Weather Report: Sweetnighter (1973)
- Wayne Shorter: Native Dancer (1974)
- Weather Report: Mysterious Traveller (1974)
- Weather Report: Black Market (1976)
- Weather Report: Heavy Weather (1977)
- Weather Report: Mr. Gone (1978)
- Weather Report: 8:30 (1979)
- Weather Report: Night Passage (1980)
- Weather Report: Weather Report (1982)
- Weather Report: Domino Theory (1984)
- Wayne Shorter: Atlantis (1985)
- Weather Report: This Is This (1986)
- Wayne Shorter: Phantom Navigator (1987)
- Wayne Shorter: Joy Rider (1988)
- Wayne Shorter: High Life (1995)
- Wayne Shorter: Footprints Live! (2002)
- Wayne Shorter: Alegría (2003)
- Wayne Shorter: Beyond the Sound Barrier (2005)
- Wayne Shorter Quartet: Without a Net (2013
- Wayne Shorter: EMANON (2018)